# آلان كيرتيس
آلان كيرتيس (بالإنجليزية: Alan Curtis)‏ (16 أبريل 1954 في المملكة المتحدة - ) هو مدرب كرة قدم ولاعب كرة قدم بريطاني في مركز الهجوم. شارك مع منتخب ويلز تحت 19 سنة لكرة القدم ومنتخب ويلز تحت 21 سنة لكرة القدم ومنتخب ويلز لكرة القدم. أما مع النوادي، فقد لعب مع ستوك سيتي وسوانزي سيتي وكارديف سيتي وليدز يونايتد ونادي باري تاون يونايتد ونادي ساوثهامبتون.

## روابط خارجية
- آلان كيرتيس على موقع الاتحاد الأوربي (الإنجليزية)
- آلان كيرتيس على موقع قاعدة بيانات كرة القدم.إي يو (الإنجليزية)